# Коммунистическая улица (Улан-Удэ)
Коммунисти́ческая у́лица (бур. Коммунист үйлсэ) — улица центральной, исторической части города Улан-Удэ.

## География улицы
Протяжённость — 1630 метров. Условно улицу можно разделить на две части, не связанные между собой проезжим полотном. Нижняя часть идёт восточнее улицы Ленина (параллельно ей с юга на север), от Набережной и пересекается улицами: Соборной, Банзарова, Свердлова, Куйбышева, Кирова и Каландаришвили; между улицами Куйбышева и Кирова проходит по восточному краю площади Революции. С улицей Советской соединяется в месте ныне не существующего проезжего соединения с улицей Балтахинова. В нагорной части пересекается улицами Профсоюзной и Ербанова. Заканчивается пересечением с улицами Сухэ-Батора и Борсоева.
Нумерация домов от Набережной.

## Транспорт
От улицы Ербанова до соединения с улицей Балтахинова Коммунистическая является одной из главных транспортных артерий Улан-Удэ. Здесь проходят маршруты № 1, 2, 4, 7, 8 улан-удэнского трамвая, маршрутных такси и автобусов.

## История улицы

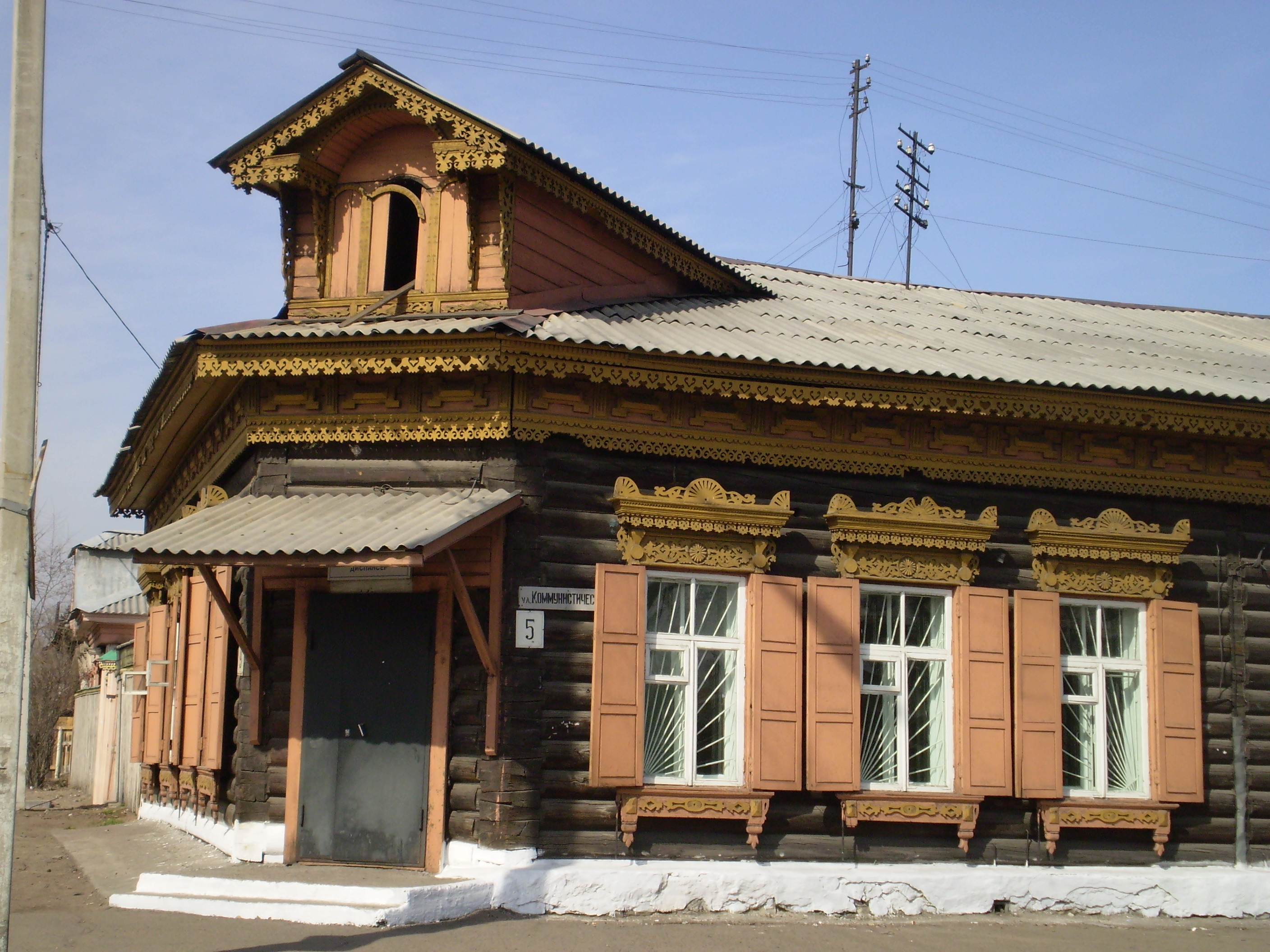
Коммунистическая улица, 5

Исторические названия улицы: Северо-Южная, Лосевская, Юного Коммунара (с 14 октября 1923 года), им. И. В. Сталина (с 29 июля 1937 года). С 1961 года улица носит современное название.
Верхнеудинская ярмарка была крупнейшей в Забайкалье. Торги проходили на двух площадях: Базарной и Калининской (теперь на этом месте расположен Центральный рынок). Между площадями проходила улица Лосевская.
В Верхнеудинске жило несколько ветвей и поколений купцов Лосевых, именем которых и была названа улица. Дом-усадьба купца 1-й гильдии Петра Дмитриевича Лосева располагался на этой же улице (Коммунистическая, 20) и был снесён в 1999 году.
На Лосевской строились купеческие усадьбы с магазинами, доходные дома, гостиницы. В 1909 году на улице было 3 гостиницы, аптека, 14 магазинов, из них 6 в доме А. Ф. Второва и сыновей.
6 мая 1924 года обязательным постановлением № 33 Городской исполком обязал владельцев и арендаторов домов по улицам Ленинской, Юного Коммунара, Монгольской, Коммунальной и Милицейской высадить деревья у своих домов.
18 октября 1924 года в бывшем доме И. В. Потёмкина открылась Совпартшкола (Коммунистическая, 50). В годы Великой Отечественной войны в здании размещался эвакогоспиталь № 1485. С 1961 по 1969 год в здании располагался Улан-Удэнский электротехникум связи.
В начале августа 1925 года в бывшем доме Соловейчик, рядом с улицей Милицейской (ул. Куйбышева) открылось консульство Китайской Республики. Консул был выслан из СССР 26 июля 1929 года — после начала конфликта на Китайско-Восточной железной дороге и разрыва дипломатических отношений.

## Памятники истории

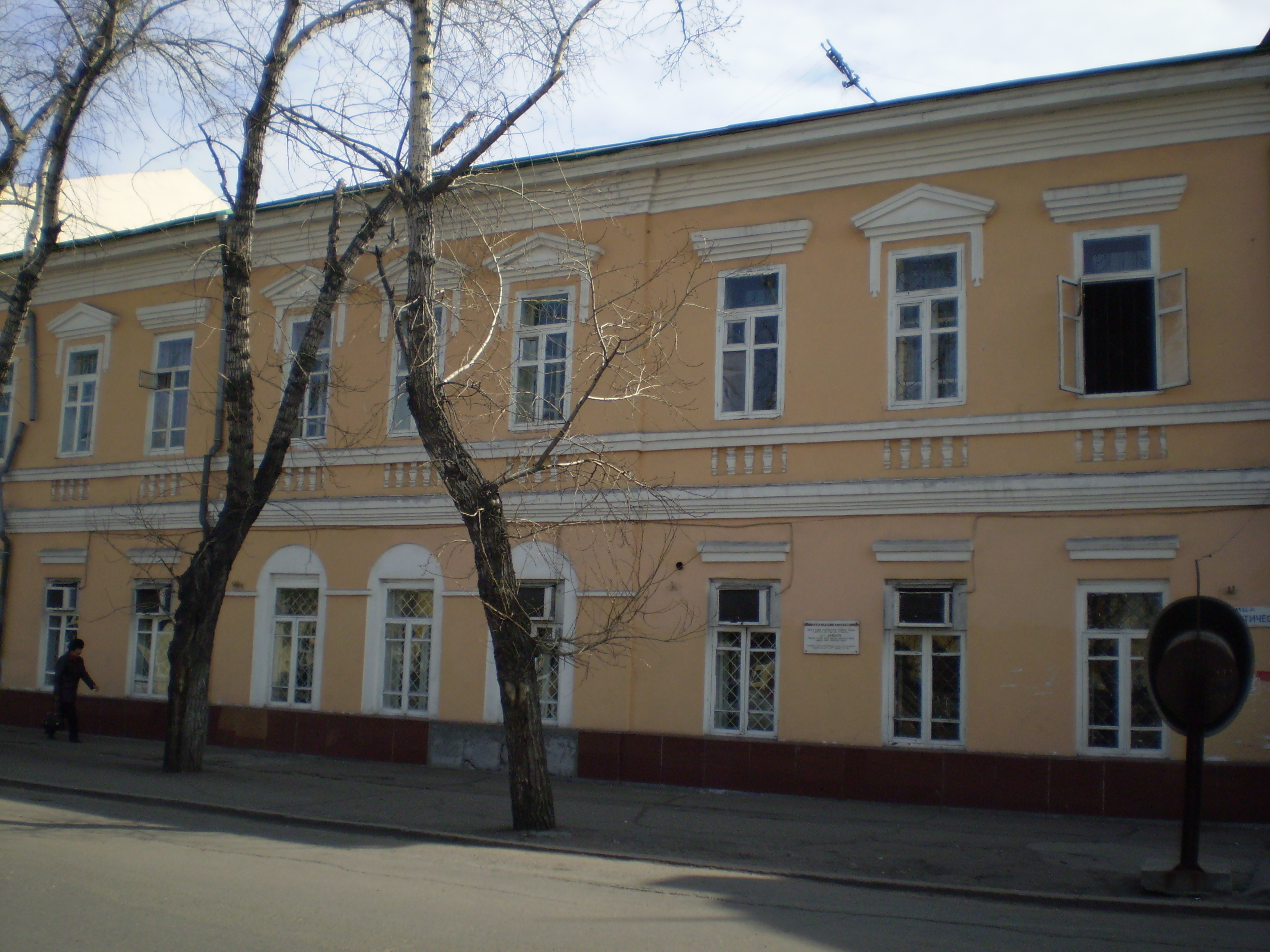
Здание Верхнеудинского уездного училища, Коммунистическая ул., 16

- Здание Верхнеудинского уездного училища, Коммунистическая ул., 16.

Каменное здание начала XIX века. Принадлежало верхнеудинскому купцу Г. А. Шевелёву. После банкротства Шевелёва в здании располагалось уездное училище.
- Коммунистическая, 22. Двухэтажный каменный дом конца XIX века. С 1900 года на первом этаже располагался магазин компании «Зингер», на втором — гостиница «Золотой рог». В здании располагался ЦИК Советов Сибири Центросибирь. В период с 1918 по 1920 год в подвале здания находилась тюрьма белогвардейской контрразведки.
- Коммунистическая, 50. Здание, где в годы Великой Отечественной войны размещался эвакогоспиталь № 1485.

## Памятники архитектуры
- Усадьба А. Платунова, Коммунистическая, 4а.
- Усадьба Т. А. Самсоновича, Коммунистическая, 4б.
- Усадьба М. Я. Мордовского, Коммунистическая, 6а
- Флигель жилой усадьбы Е. Д. Афанасьевой, Коммунистическая, 6б
- Усадьба А. Малова с лавкой, Коммунистическая, 7а.
- Усадьба А. Труневой, Коммунистическая, 10.
- Усадьба В. М. Ширяевой, торговая лавка, Коммунистическая, 13
- Доходный дом усадьбы С. М. Пацъ, Коммунистическая, 15.
- Усадьба С. М. Пацъ. Коммунистическая, 17.

## Известные жители улицы
- Давыдов, Дмитрий Павлович — директор Верхнеудинского уездного училища, в 1840-е-1850-е жил в здании училища.
- Жалсараев, Дамба Зодбич — народный поэт Бурятии, автор слов официального гимна Республики Бурятия.
- Чешкова, Энгельсина Сергеевна — советский и российский историк-востоковед.
- Маркизов, Ардан Ангадыкович — советский государственный деятель.
- Мирский, Лев Филиппович[8] — ссыльный народоволец.
- Потёмкин, Иосиф Васильевич — крупный семейский предприниматель и общественный деятель. Жил в собственном доме — современный адрес ул. Коммунистическая, 50.